# 奥体中心駅 (南京市)
奥体中心駅（おうたいちゅうしんえき）は中華人民共和国江蘇省南京市建鄴区に位置する南京地下鉄10号線の駅。

## 利用可能な鉄道路線
- 南京地下鉄

■10号線

## 駅周辺
- 南京オリンピック・スポーツセンター

## 沿革
- 2005年8月12日 - 1号線の駅として開業。
- 2014年5月31日 - 終電後、安徳門駅-奥体中心駅間運行中止、10号線への編入工事開始[1]。
- 2014年7月1日 - 10号線安徳門駅-雨山路駅間開通[2]。

## 隣の駅
南京地下鉄
■10号線
元通駅 - 奥体中心駅 - 夢都大街駅

## 参考
1. ↑  南京地铁1号线31日晚7时停运. 中国网. 2014-05-24
2. ↑  南京地铁两条新线“首日秀”:运营10小时迎客6万人次

| スタブアイコン | サブスタブ | この項目は、まだ閲覧者の調べものの参照としては役立たない、鉄道に関連した書きかけの項目です。この項目を加筆・訂正などしてくださる協力者を求めています（P:鉄道/PJ:鉄道）。 |

座標: 北緯32度00分39秒 東経118度42分47秒 / 北緯32.0109度 東経118.713度